# 趙佖
吳荣穆王赵佖（1082年—1106年），宋朝宗室。
宋朝第六代皇帝宋神宗赵顼的九子，生母武贤妃，元豐五年（1082年）七月生。六年（1083年）閏六月賜名赵佖，授檢校太尉、山南東道節度使，封儀國公。年幼时曾患严重急惊风，几乎丧命，为儿科名医钱乙治疗痊愈。
宋哲宗即位，加開府儀同三司，進封大寧郡王。紹聖二年（1095年）三月出閤，改鎮安、武勝等軍，進封申王。五年（1098年）三月，改保平、奉寧軍，拜司空。
元符三年（1100年）正月，哲宗崩，无儿子。其嫡母向太后问宰相章惇谁可继位，章惇先提名哲宗胞弟简王赵似。向太后不愿朱太妃二子相继为帝，强调神宗诸子都是庶出，赵似并不特殊。章惇于是提名皇弟中年龄最长的赵佖，但向太后以他有目疾为理由（可能是幼年惊风导致的斜视），不支持他即位。于是神宗十一子宋徽宗赵佶即位，以赵佖为帝兄，加殊礼，改永興、成德等軍，京兆、真定尹，遷守太傅，進封陳王，賜贊拜不名。九月，改荊南、淮南，遷守太尉，荊州、揚州牧。建中靖國元年（1101年）十二月，賜詔書不名。崇寧二年（1103年）五月，改河東、山南西道，遷守太師，太原、興元牧。三年（1104年）十二月，賜入朝不趨。五年（1106年）十一月薨逝，輟朝七日，贈尚書令、兼中書令、徐州牧，追封燕王。及葬，四臨其喪，宋徽宗禦書禦製挽詞二首。大觀元年（1107年）正月，加贈侍中，追封吳王，諡号榮穆。

## 子女
子：
1. 华原郡公赵有恪，崇宁四年十月卒，赠感德军节度观察留后，追封郡公。
2. 和义郡王赵有奕，武信军节度使。靖康之变被俘。
3. 赵有常，宁远军节度使。

## 延伸阅读
[在维基数据编辑]
 《宋史/卷246》，出自脱脱《宋史》